# Pachycnema scholtzi
Pachycnema scholtzi är en skalbaggsart som beskrevs av Dombrow 1998. Pachycnema scholtzi ingår i släktet Pachycnema och familjen Melolonthidae. Inga underarter finns listade i Catalogue of Life.